# Resinicium
Resinicium — рід грибів родини Rickenellaceae. Назва вперше опублікована 1968 року.

## Галерея

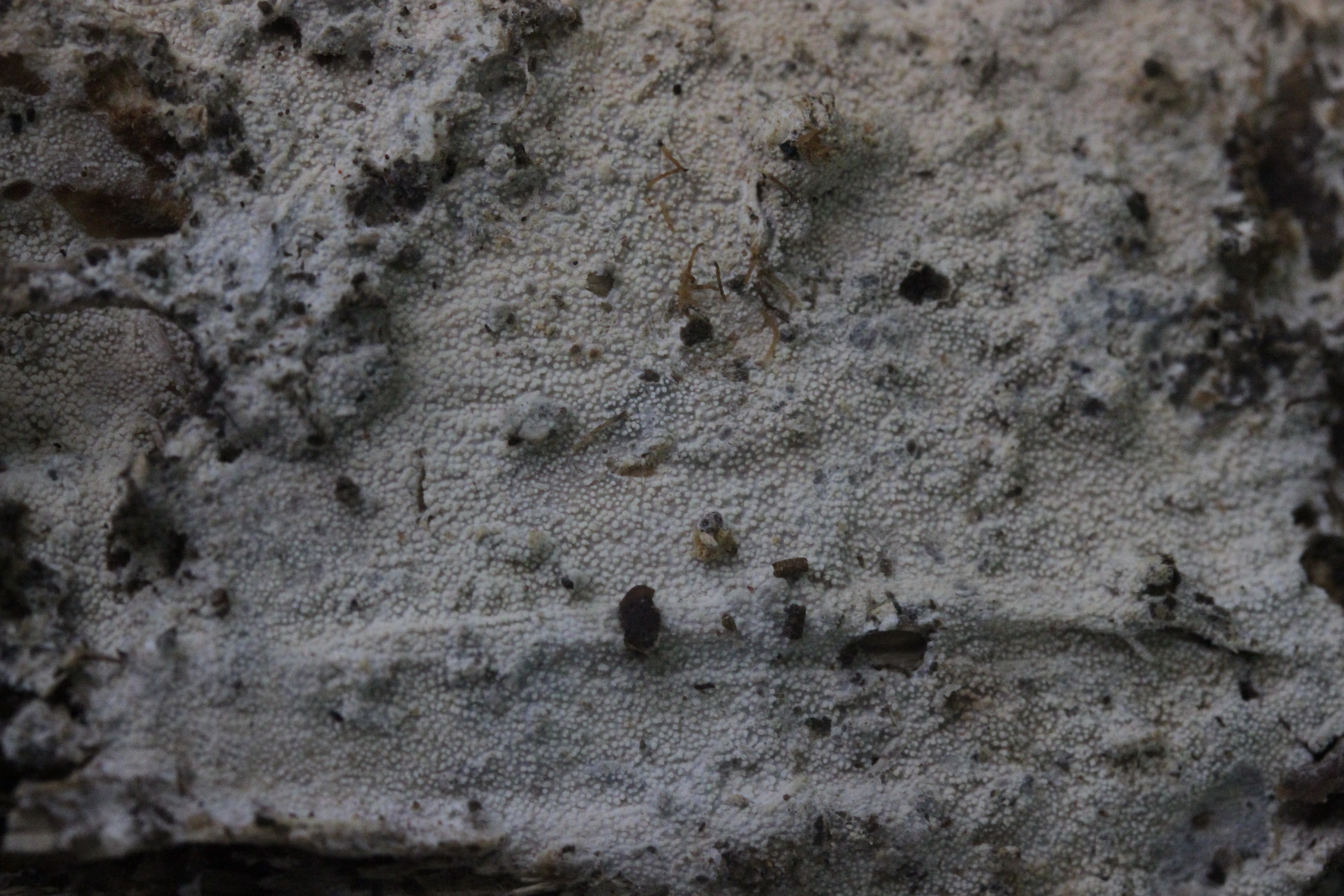
Resinicium bicolor
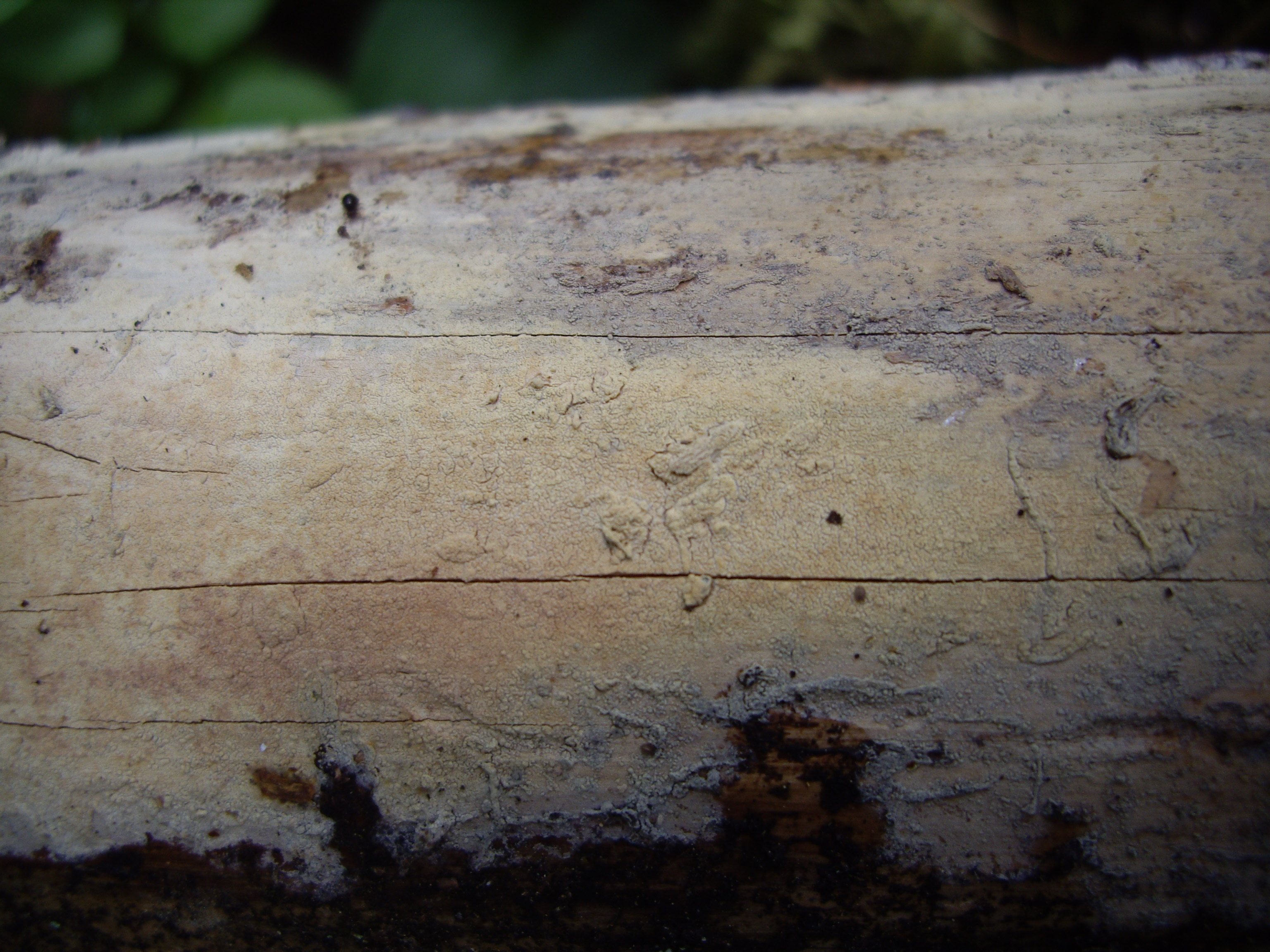
Resinicium furfuraceum
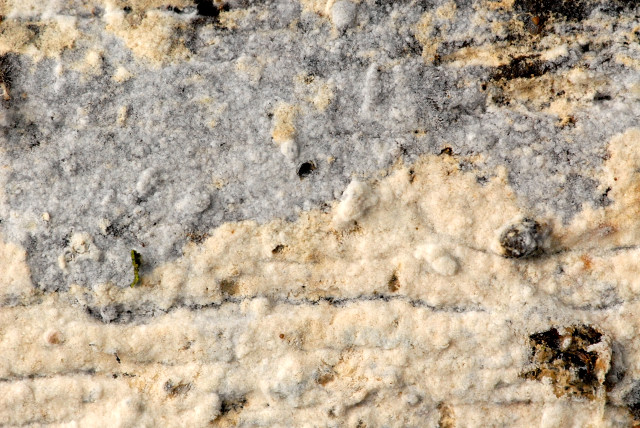
Resinicium bicolor